# Costa Fascinosa
El Costa Fascinosa es un crucero de la clase Concordia propiedad de Costa Cruceros, construido por Fincantieri en Marghera, Italia. Entró en servicio el 6 de mayo de 2012.
El Costa Fascinosa y su buque gemelo, el Costa Favolosa, fueron pedidos en octubre de 2007 como parte de una expansión de 2400 millones de euros de la flota de Costa Cruceros, entre 2009 y 2012 entraron en servicio cinco buques, aumentando la capacidad de pasajeros de la empresa en un 50%. La construcción del Costa Fascinosa costó cerca de 510 millones de euros.

## Construcción
Los nombres de los dos barcos fueron seleccionados a través de una competencia. En la primera fase se registraron 16.000 pares de nombres propuestos por agentes de viajes y clientes de todo el mundo. 25 pares de nombres fueron seleccionados y mostrados en el sitio web de la compañía, donde más de 42.000 visitantes votaron por sus favoritos. Favolosa (Fabulosa) y Fascinosa (Fascinante) fueron seleccionados como los nombres ganadores.
Fue oficialmente entregado a Costa Cruceros el 5 de mayo de 2012.

## Instalaciones
Simulador de Grand Prix,
Simulador de Golf,
Tobogán de agua panorámico,
4 piscinas,
5 jacuzzis,
Squok Club (para niños),
Teen Zone (para adolescentes),
Cine 4D,
Cancha polideportiva,
Teatro en 3 niveles,
Casino,
4 Discotecas,

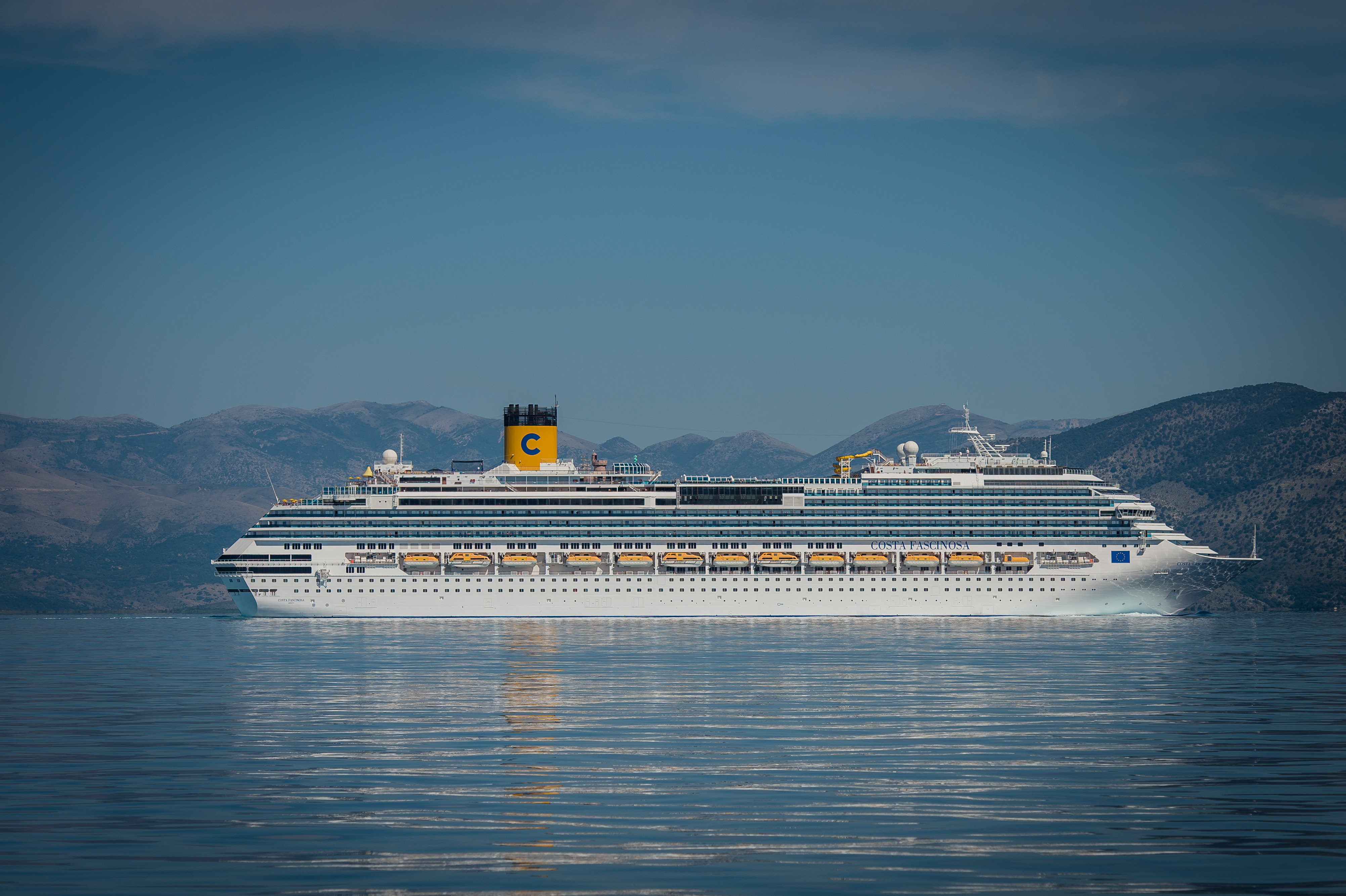
Costa Fascinosa cerca de Corfu, año 2014.

Centro comercial, con productos de todas clases, desde el merchandising de Costa hasta artículos de primeras marcas.
Internet Point,
5 restaurantes,
13 bares,
Samsara Spa 6.000m cuadrados,
1.508 cabinas, 103 Samsara, 594 con balcón, 56 suites y 12 suites Samsara.
Un espectacular atrio dominado por los ascensores con vistas panorámicas del mismo.

## Intinerarios

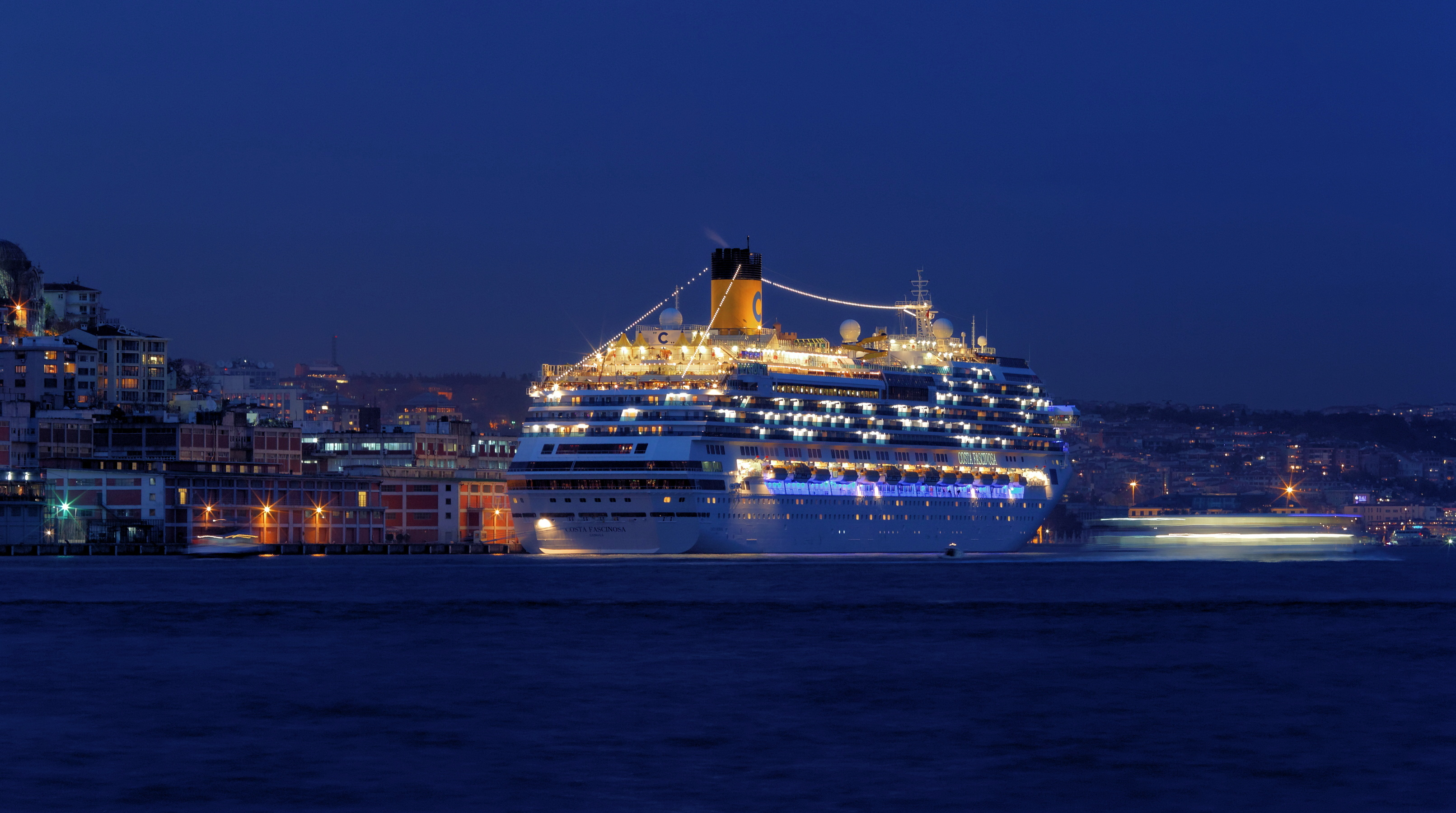
El Costa Fascinosa iluminado por la noche en Estambul, año 2013.

Mayo de 2012-noviembre de 2012: Mediterráneo Oriental.
Diciembre de 2012-marzo de 2013: Sudamérica (Argentina, Uruguay y Brasil). Puerto base: Buenos Aires.
Diciembre de 2013-marzo de 2014: Sudamérica (Argentina, Uruguay y Brasil). Puerto base: Buenos Aires.
Diciembre de 2015-marzo de 2016: Sudamérica (Argentina, Uruguay y Brasil). Puerto base: Buenos Aires.